# Shinkichi Kikuchi
Shinkichi Kikuchi (菊池 新吉, Kikuchi Shinkichi, Tono, 12 april 1967) is een Japans voormalig voetballer die als doelman speelde.

## Carrière
Shinkichi Kikuchi speelde tussen 1986 en 2001 voor Tokyo Verdy en Kawasaki Frontale.

## Japans voetbalelftal
Shinkichi Kikuchi debuteerde in 1994 in het Japans nationaal elftal en speelde 7 interlands.

## Statistieken
| Japans voetbalelftal | Japans voetbalelftal | Japans voetbalelftal |
| Jaar                 | Wed.                 | Dlp.                 |
| -------------------- | -------------------- | -------------------- |
| 1994                 | 5                    | 0                    |
| 1995                 | 2                    | 0                    |
| Totaal               | 7                    | 0                    |